# Pievigina Calcio 1990-1991
Questa voce raccoglie le informazioni riguardanti il Pievigina Calcio nelle competizioni ufficiali della stagione 1990-1991.

## Rosa
| N. |                   | Ruolo | Calciatore          |
| -- | ----------------- | ----- | ------------------- |
|    | Italia (bandiera) | A     | Daniele Bellotto    |
|    | Italia (bandiera) | C     | Michele Borlina     |
|    | Italia (bandiera) | D     | Luca Busatto        |
|    | Italia (bandiera) | A     | Simone Cadamuro     |
|    | Italia (bandiera) | A     | Luigi Capuzzo       |
|    | Italia (bandiera) | P     | Roberto Carniel     |
|    | Italia (bandiera) | A     | Giancarlo Corazzin  |
|    | Italia (bandiera) | C     | Stefano Della Bella |
|    | Italia (bandiera) | C     | Massimo Fava        |
|    | Italia (bandiera) | C     | Alberto Gionco      |

| N. |                   | Ruolo | Calciatore          |
| -- | ----------------- | ----- | ------------------- |
|    | Italia (bandiera) | C     | Roberto Lazzarotto  |
|    | Italia (bandiera) | C     | Giampaolo Lucchetta |
|    | Italia (bandiera) | C     | Daniele Mazzorato   |
|    | Italia (bandiera) | D     | Fabio Olivotto      |
|    | Italia (bandiera) | D     | Luca Polesello      |
|    | Italia (bandiera) | D     | Roberto Salvalajo   |
|    | Italia (bandiera) | C     | Franco Saporito     |
|    | Italia (bandiera) | C     | Marco Toffoli       |
|    | Italia (bandiera) | A     | Dario Tollardo      |
|    | Italia (bandiera) | C     | Carlo Tonon         |